# ميناء لاسقوري
ميناء لاسقوري، هو الميناء البحري الرسمي لمدينة لاسقوري شمال الصومال

## نظرة عامة
في عام 2012 وقعت شركة ماخر للموارد اتفاقية مع شركة استثمار يونانية لتطوير ميناء لاسقوري التجاري. وتعاقدت حكومة ولاية بونتلاند مع فريق من المهندسين في وقت لاحق لتقييم أعمال الترميم التي تجري في الميناء البحري. ووفقًا لوزير الموانئ في بونتلاند سعيد محمد راجي فإن حكومة بونتلاند تعتزم إطلاق المزيد من مشاريع التنمية المماثلة في لاسقوري. 